# Nancy Robertson (actrice)

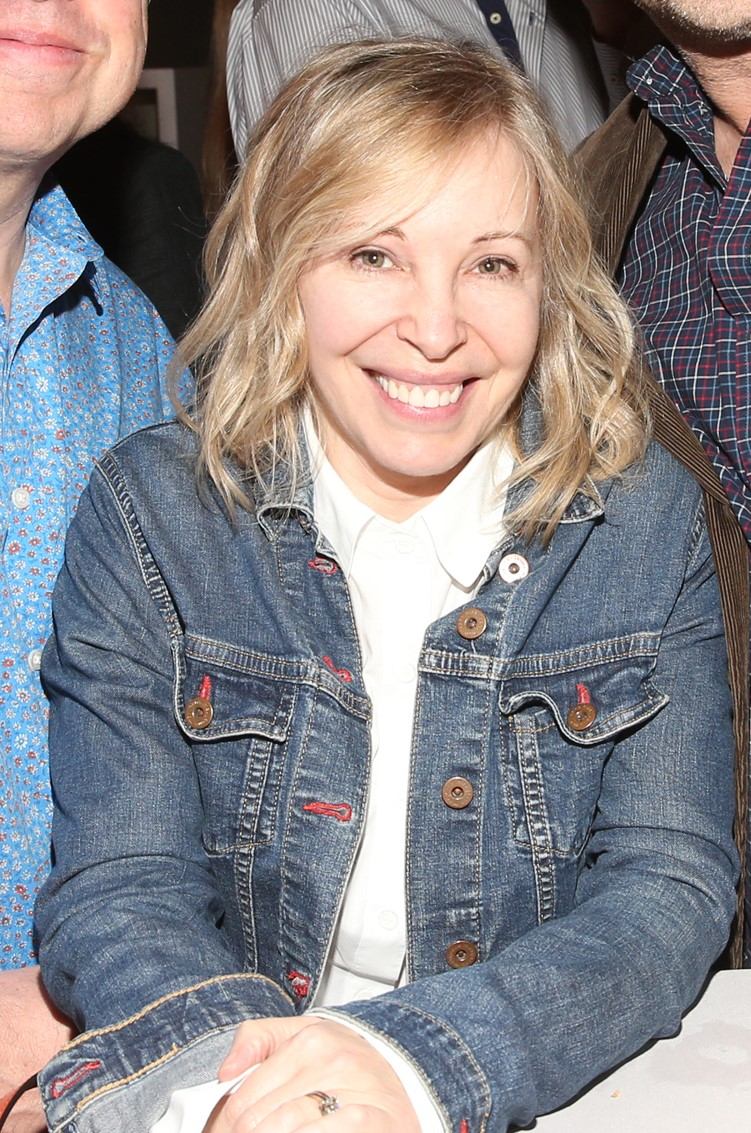
Nancy Robertson in 2017

Nancy Robertson (Vancouver, Canada) is een Canadese actrice, vooral bekend om haar rol als Wanda Dollard in de Canadese sitcom Corner Gas. Zij is getrouwd met Brent Butt.

## Loopbaan
Robertson speelde sinds 1997 in tal van films en televisieseries. Voor haar rol in Corner Gas won ze samen met de rest van de acteurs een Gemini Award voor Best Ensemble Performance.
- Library of Congress Control Number: no2011109218
- Virtual International Authority File: 172221940
- WorldCat: E39PBJhMqMQQYcxHjd4FjPTyh3